# Luis Ramírez Zapata
Luis Baltazar Ramírez Zapata (San Salvador, 1954. január 6. –) salvadori válogatott labdarúgó.